# El Campito (Sonora)
El Campito o también llamada Campo Número Tres, es una hacienda del municipio de Etchojoa ubicada en el sur del estado mexicano de Sonora, en la zona del valle del Mayo. Según los datos del Censo de Población y Vivienda realizado en 2020 por el Instituto Nacional de Estadística y Geografía (INEGI), El Campito (Campo Número Tres) tiene un total de 338 habitantes.

## Geografía
El Campito se sitúa en las coordenadas geográficas 26°59'21" de latitud norte y 109°40'52" de longitud oeste del meridiano de Greenwich, a una elevación de 19 metros sobre el nivel del mar.